# 犬神さんと猫山さん
『犬神さんと猫山さん』（いぬがみさんとねこやまさん）は、くずしろによる百合系ラブコメディ4コマ漫画。一迅社の『コミック百合姫』2012年1月号（2011年11月18日発売）より2017年4月号（2017年2月18日発売）まで連載された。また2013年2月18日創刊のWebコミック誌『ニコニコ百合姫』2013年4月号より2016年6月号まで連載された。概ね毎号2話ずつ掲載された。話数カウントは「2（せか）んど」「3（さ）あど」など（ただしコミックスの話数は番外編などを含み整理されている）。

## ストーリー
高校1年のある春の日、猫派であるが犬似の犬神八千代と、犬派であるが猫似の猫山鈴はある日運命的な出会いを果たす（デスティニる）。猫萌えと犬萌えの2人は即座に惹かれ合うも、積極的でやや本能的な犬神のアプローチに対し、うぶで恥ずかしがり屋な猫山は照れ隠しの引っかきで応戦する。また2人の共通の友人である柊木秋は、ある時は二人にツッコミを入れ、またある時は暴走しがちな犬神を制止する日々を送る。

## 登場人物
声優はテレビアニメのもの。
犬神 八千代（いぬがみ やちよ）
声 - 上坂すみれ
主人公。16歳。1年A組所属。犬似の猫派。アクティブなドM。ただし、一人の時は静かである。やや天然というより変態的であり、そのため後述の杜松とは気が合う。剣道の腕は中学時代は総体で2位になるほどの腕前を持つがドMなので誰も自分を打てなくなったことで辞めた。頭もいい。
明るく裏表の無い人懐っこい犬のような性格のため友人は多いが、主に猫山に萌える目的で休み時間の度に猫山と秋がいる1年B組に入り浸っている。猫山には全力で愛でる（セクハラ）行為を働いては秋のやや暴力的なツッコミにより「待て」「おあずけ」を喰らっている。基本的には猫山一筋だが、小動物的なかわいさを持つ杜松や、つり目でツンとした黒猫のような秋のことも好きである。というか、Mなので女子に弄ばれること全般がOK（雪路のみ例外）。一方で寂しがり屋らしく一人だとかなり大人しい。
自宅では犬を3頭飼育しており、性格は割と八千代に似ている。なお父親は警察官（秋曰く国家の犬）であり、その影響で玩具の手錠を所持している。
猫山 鈴（ねこやま すず）
声 - 東山奈央
もう1人の主人公、またはヒロイン。16歳。1年B組。猫似の犬派。少々内気で恥ずかしがり屋のツンデレ。人見知りで、知らない人（後述の蛇塚など）が家にやって来た際はいたたまれずに秋の家に逃げ込んだ。
本人は犬派のため猫に似ていると言われるのは不服だが、身体が小さく猫のようなつり目であり、1人を好むややマイペースな性格に加え、好きな食べ物は魚、嫌いなものはネズミ、猫舌で熱い物は苦手であり、カラオケのように暗くて狭いところを好み、さらにはマタタビで酔うなど極めてネコに近い。なお、杜松のことは嫌いではない。酔うとSに変貌する。
身体や胸が小さいことを気にしている。非常にうぶで純情なため、時折自分の妄想により恥ずかしさで自滅する。またやや嫉妬しがちな傾向があり、犬神と気の置けない仲である秋や、犬神と気が合う杜松を羨ましく思ったり拗ねることもある。当初は犬神の積極的なアタックに戸惑い気味であったが、あくまで恥ずかしいだけであり最近は満更でもない。
黒タイツを履いていることが多く、また若干視力が悪いため授業中は犬神や秋と共に買いに行ったメガネを着用している。背が高くてあまり似ていない4つ上で大学2年生の姉と二人暮らししている。田舎から出てきたのか、よくカラオケに行くという犬神たちに驚愕していた。
柊木 秋（ひいらぎ あき）
声 - 大坪由佳
1年B組。16歳。剣道部所属。犬神や猫山の友人。犬派でも猫派でもない。犬神とは中学1年からの付き合い（部活や席替え・クラス替えしても一緒だった腐れ縁）。また現在の猫山のクラスメイトのため2人とは仲が良く、犬神と猫山の二人の運命的な出会いを果たした際の仲介人である。苦労性で酔うと泣きながら愚痴り出す。
幼い頃に犬には流血するほど噛み付かれ、猫には計3回傷跡が残るほど引っ掻かれた痛い思い出があるため犬派でも猫派でもなく動物が苦手。しかし犬神や猫山のことは嫌ってはいない（そのためクラスメイトからは動物好きとみられている）。犬神曰くつり目でツンとした、高飛車な黒猫のような器量で、中学1年の犬神は（猫似であるとして）一目惚れした。
三人姉妹の長女であるためしっかりした性格で、犬神のことは世話の焼ける妹みたいなものと思っている。なお、犬神はそんな秋をむしろ「姐さん」と感じている。また、猫山に「彼氏力が高い」「中身がイケメン」と評された。基本的には暴走気味な犬神を制止したり、2人にツッコミを入れる役回りが多い。また、ひばりから質の悪い冗談を振られては全力でキレツッコミをしている。
上記のように面倒見のいい性格に加え、ナチュラルにイケメン対応をすることから後輩女子から慕われることが多い。バレンタインにもらった本命チョコを犬神に指摘されるまで義理チョコだと勘違いしていたなど自分に向けられる好意には非常に鈍感。
実は牛若雪路とは以前からの顔見知りだが、出会いが最悪だったため彼女のことを警戒しており、学校では初対面のように振る舞っている。また、彼女の歪んだ一面にも何となく気付いている。
犬神が置いていったソフトばかりだが人並みにゲームをやる。特に剣道に通じるということで格闘ゲームが得意。その腕前は使いづらいキャラを難なく使いこなし、画面すら見ずに勝利できるという凶悪なレベル。
杜松 美希音（ねず みきね）
声 - 堀野紗也加
1年A組。小動物系。生物部所属。どちらかと言えば犬派。猫山以上に小柄なツインテールの美少女のため、小さくてかわいいものが好きな犬神にとっては猫山に次ぐ萌え対象で、秋からも「（猫山とは）ユニットとか組ませたくなる」と言われるほどである。「気をつけてください、なのです。」などぎこちない丁重な口調で話す。猫山とは「ちっちゃいもの同盟」および「大きいのんびりさんに惹かれちゃう同盟」を結ぶ。また犬神とは発想の自由奔放さにおいて仲間（犬神側）であり気が合う。犬神と猫山を生物部に勧誘する。
好物はチーズ（とろけたり裂けたりするため）。 生物部（通称あらいぶ）では、主に部員（ヒト）を対象に「チューをしたら体温は何度上がるか」「胸を効率的に大きくする揉み方」などを調べている。2年生の雪路とは幼馴染であり、普段は「ちゃん」づけだが学校では「先輩」をつけて呼んでいる。
雪路に対しては甘えん坊なところがある。また、人見知りで人とサシで話すとつい下ネタが飛び出してしまうらしい。
オタク少女らしく、カラオケに行けばアニソンをチョイスし、犬猫の性格別イラストを書いた際は美少女キャラに擬人化させていた。絵はうまい。
牛若 雪路（うしわか ゆきじ）
声 - 藤本葵
2年生。生物部部長。非常におっとりした性格で癒し系。胸が非常に大きい。慣れた人には扱いが雑になるらしい。
何もないところで転び、通学路で迷子になるなど相当なドジっ娘であり天然。杜松とは幼馴染だが上記のような理由から杜松の姉という感じはあまりせず、杜松の方が面倒を見ることが多かった。幼い頃から赤色を見ると（乱れる方向に）興奮する癖があり、今は昔より興奮しにくくはなったものの完全には克服できていない（赤いネクタイを凝視した時は杜松を押し倒した）。
当初はただの天然の気配が強かったが、途中から「ナチュラルにエロい人」と評されるように含みを持たせた発言を繰り返すようになる（とぼけているのか素なのか不明だが、当人はそういうつもりではないらしい）。大人っぽいところがあるので人妻な雰囲気も持つ。ドMな犬神が「弄ばれたら終わり」と全力で警戒する唯一の人。また、杜松と兎川に向ける目は友人の柚井冬子に歪んでいると言われている。
過去に相馬さくらと付き合っており（本人曰くセフレ）、さくらの従姉妹である秋とは以前から顔見知り。しかし、2人の事後に鉢合わせるという最悪の出会いだったため秋から激しく警戒されており、本人も秋に対して｢貴女は本当に善良で健全で正しくて私が一番嫌いなタイプよ｣と発言するなど、互いにいい感情は抱いていないようである。
なお、生物部として活動らしい活動は一切やっていない。そのため、生徒会の査察を受けてしまうが杜松の観察日記（竜崎が赤面して、今夜試そうなどと言い出す代物）を渡して存続を許可された。
猿飛 空（さるとび そら）
声 - 長弘翔子
1年A組、クラス委員長。眼鏡をかけ左右に泣きホクロがある。真面目な気質なため奔放な犬神とは仲が悪く、バナナ好きなので猿扱いをされる。ただし、後に犬神の天然キャラにほだされてツンデレキャラのようになった。
鳥飼の幼馴染でよく世話を焼いている。
秋とはクラスは違うがお互い手の掛かる幼馴染を持つ苦労人同士意外と気が合うようである。
真面目気質が災いするのか、風邪などで空回ると訳の分からない方向に暴走する場合がある。
鳥飼 ひばり（とりかい ひばり）
声 - 山崎エリイ
1年B組のクラスメイトだが入院してずっと休んでいた。猿飛空とは幼馴染。病弱なことに変な方向に前向きで、たびたび自分の死をネタに質の悪い冗談を発しては秋などに怒られているが、当人は怒られることが嬉しいらしく懲りる気配はゼロ。
病弱なのは鳥が飛ぶため以外の筋骨が脆弱であることに由来する可能性がある（むしろそれ以外に鳥要素があまりない）。また、手が隠れるほど大きめなカーディガンを羽織っている。
兎川 モチ（うさかわ もち）
うさぎの耳のようなヘアバンドをつけた小柄の少女（杜松と同じ程度の身長）。寂しがり屋で、雪路からは甘えん坊の杜松と同レベル扱いされている。3巻で顔出し程度に初登場するも4巻ではプロフィールの紹介しかされなかった不幸な人（4巻カバー下で愚痴っている）。
虎生 真梨（とらお まり）
生徒会長。金髪ツインテール。龍崎・相馬・猪里とは同級生。身長低めで胸が大きい。強気で口が悪いところがあるがファンが多く、容赦なく突っぱねているものの減る気配はない模様。龍崎と二人きりになると受身に回ることがある。
龍崎共々野球好き。阪神ファンでアンチ巨人。通常は常に無愛想だが野球が絡めばコロコロと表情が変わる。二人きりの時に「何」をするかは野球の試合で決めている模様。
初登場した辺りでは判然としなかったが、後に明確に龍崎とカップルという扱いになった。基本的に嫉妬深く龍崎が告白されたりしていると機嫌が悪くなる。
龍崎 乙姫（りゅうざき おとめ）
生徒会副会長で、虎生の恋人（プロフィールの「好きなもの」にお互いの名前が入っている）。黒髪で一部にメッシュが入っているように見えるが、これは実はドライヤーの当て過ぎで変色した白髪である。虎生とは逆に身長高めで胸が小さい。愛想が良く丁寧口調で若干テレ屋だが、プライベートタイムでは虎生に対してアクティブで強気なところがある。メンタル弱めで虎生の暴言や思いがけない事態に落ち込んだりする。
王子様を絵に描いたような人物で虎生とは別ベクトルにファンが多いが、キャラがファンタジー過ぎて「実在しない人物」扱いされることすらある。しかし、休日などは枝豆を食べながら野球中継を見るという、中年臭い時間の過ごし方をしている。中日ファンで虎生同様アンチ巨人。
蛇塚 佐和子（へびつか さわこ）
猫山 珠喜の高校時代の同級生で現恋人。恐ろしく丁重な物腰であり、珠喜とその妹である鈴に対して様付で呼ぶ。3巻では初登場したが、その時は目元に影が差しており、名前も一切明かされなかった。
珠喜に対してベタ惚れであり、その愛があれば業火に焼かれても耐えられるという生粋の人。一方で何らかの理由で学校にはあまり行ってなかったらしい。
相馬 さくら（そうま さくら）
あけすけで朗らかな少女。秋の従姉妹なのだが、後述の性格から「ストーカーに近い」「顔面殴打」「死ぬほど嫌い」「地獄に落ちろというジェスチャー」などとりわけ苛烈な扱いを受けるも一切揺るがない。秋からはさくちゃんと呼ばれている。
簡潔に言うと、ブレーキの壊れた（むしろ最初からない）犬神。女の子大好きで常に可愛いと評しており、女子の恋人ができると知るや目を輝かせ、虎生にいきなりキスをするという奔放さを誇る（ただし、好きとは言わない）。また、足が速い。
恋愛関係の無秩序さは家系由来らしく、祖父は十二股をやらかし、父親は頻繁に恋人を変えて家から消えるというとんでもない血筋を持つ。（母親は既に故人）。
上記のように複雑な家庭環境で育ったためか恋愛に対する感覚が一般とかなり異なっており、秋曰く｢人を好きになる能力がない｣らしく本人も自覚している。しかし、猪里に嫌われたかもしれないと本気で焦ったり、ほっぺたにキスされただけで激しく動揺するなど、無意識のうちに猪里のことを特別な存在だと認識し始めているようである。
猪里 直（いのり なお）
真面目で一途な女子。そのため八方美人な相馬を毛嫌いしている。イノシシの牙のようなヘアピンをしている。初登場時は独特なモノローグ進行をやってのけた。
まずいと思っても踏みとどまれない猪突猛進なところがあるほか、一途さが余って虎生や相馬に「ちょろい」と評されてしまっている。
相馬の浮ついた態度の化けの皮を剥がすため、カマをかけて「なら付き合ってみる？」と言ったところ、告白と取られてズルズルと恋人関係になった。
全く乗り気ではないものの、誤解は解消されてない模様。相馬の他の女子への態度にイラつく様は嫉妬しているようにしか見えない。目下、相馬に好きと言わせることを目標としている。
羊谷 まきの（ひつじたに まきの）
大学生。アイドルオタクで杜松の友人。
猫山 珠喜（ねこやま たまき）
声 - 原田ひとみ
鈴の姉。毎度違う女性と一緒にいることがあった。たびたび人の家に泊まりに行って膝枕で寝たりなど妹とは別ベクトルで猫っぽい人。人（というか鈴）をからかうのも好き。酔うと記憶が盛大にすっ飛ぶ模様。
虎生と龍崎の先輩であり、二人の関係を知っている。二人からは「すごくエロい」「妹ほど純じゃない」などと言われ、心底苦手にされている模様。一方で、愚痴の相手にさせられている（20歳になったら酒の席でからかう予定）。
現在は蛇塚が一番の相手であり、初めて自宅に招待するほど。
柊木 桐 / 柊木 楓
声 - 鈴木美咲（桐） / 東城咲耶子（楓）
秋の妹。鈴いわく「面影はあるけど普通にかわいい」。
柚井冬子
雪路のクラスメイトで倒錯傾向のある人。紛れもない変人で、秋の部活での疲労のおよそ半分を担っているであろう人物。兎川同様、4巻でプロフィールしか出なかった。

## 書誌情報
- くずしろ『犬神さんと猫山さん』一迅社〈百合姫コミックス〉、全6巻
  1. 2013年1月18日発売、ISBN 978-4-7580-7224-3
  2. 2013年11月18日発売、ISBN 978-4-7580-7279-3
  3. 2014年4月18日発売、ISBN 978-4-7580-7299-1
  4. 2015年3月18日発売、ISBN 978-4-7580-7398-1
  5. 2016年6月18日発売、ISBN 978-4-7580-7541-1
  6. 2017年8月3日発売、ISBN 978-4-7580-7698-2

## テレビアニメ
2014年1月発売の『コミック百合姫』2014年3月号にてショートアニメーション化が発表された。同年4月から6月までテレ玉、tvk、KBS京都、サンテレビ、AT-Xにて、5分枠のショートアニメとして放送された。
アニメ本放送（全12話）の前週には声優が出演する宣伝番組を放送。
第11話の背景にある習字は各キャスト本人によって書かれた。

### スタッフ
- 原作 - くずしろ 「犬神さんと猫山さん」（一迅社刊「コミック百合姫」連載）
- 監督 - 永居慎平
- キャラクターデザイン - みうらたけひろ
- 美術監督 - 片平真司
- 撮影監督・編集 - 堀川和人
- 色彩設計 - 有尾由紀子
- 音響監督 - 大室正勝
- 音楽 - G-angle
- 音響制作 - ダックスプロダクション
- 音楽プロデューサー - 山際久
- プロデューサー - 梅澤佳奈子、新宿五郎、西岡瞳、堀江拓
- 制作プロダクション - ドリームクリエイション
- アニメーション制作 - セブン
- 製作著作 - 葛城十二支学園生物部

### 主題歌
「絶対♡服従宣言」
作詞 - 小林哲也、城ヶ崎マリア / 作曲・編曲 - 小林哲也 / 歌 - 犬神八千代（上坂すみれ）× 猫山鈴（東山奈央）
「Beauty Boy」
作詞 - 小林哲也、城ケ崎マリア / 作曲・編曲 - 小林哲也 / 歌 - 猫山鈴（東山奈央）
第5話で挿入歌として使用。元は『ストレンジ・プラス』の主題歌。

### 各話リスト
| 話数          | サブタイトル               | コンテ                  | 演出            | 作画監督                |
| ------------- | -------------------------- | ----------------------- | --------------- | ----------------------- |
| 1st           | 犬神さんと猫山さん         | 永居慎平                | 竹内崇          | みうらたけひろ          |
| 2nd           | 牛若さんと杜松さん         | 永居慎平                | 竹内崇          | みうらたけひろ 馬場竜一 |
| 3rd           | 猫山さんとまたたび茶       | 永居慎平                | 竹内崇          | 宮暁秀                  |
| 4th           | 猫山さんとメガネ           | 永居慎平                | 竹内崇          | 吉田肇                  |
| 5th           | 猫山さんとカラオケ         | 永居慎平                | 竹内崇          | 本田創一                |
| 6th           | 犬神さんと猫山さんと休日   | 永居慎平                | 竹内崇          | 大川美穂子              |
| 7th           | 犬神さんと猿飛さん         | 永居慎平                | 北村淳一        | 清水陽一                |
| 8th           | 猫山さんと鳥飼さん         | 永居慎平                | 永居慎平        | 馬場竜一                |
| 9th           | 犬神さんと痴話喧嘩         | 伊藤良太                | 伊藤良太 竹内崇 | 伊藤良太                |
| 10th          | 猫山さんとプール開き       | 北村淳一                | 北村淳一        | 北村淳一                |
| 11th          | 猫山さんと風邪の日         | 小川優樹                | 小川優樹        | 吉田肇                  |
| 12th          | 犬神さんと猫山さんと夏祭り | 永居慎平 みうらたけひろ | みうらたけひろ  | みうらたけひろ          |
| 13th (未放送) | 猫山さんと温泉旅行         | 永居慎平                | 永居慎平        | 宮暁秀                  |

### 放送局
| 放送地域 | 放送局     | 放送期間                | 放送日時                     | 放送系列 | 備考             |
| -------- | ---------- | ----------------------- | ---------------------------- | -------- | ---------------- |
| 埼玉県   | テレ玉     | 2014年4月11日 - 6月27日 | 金曜 1:00 - 1:05（木曜深夜） | 独立局   | 製作参加         |
| 京都府   | KBS京都    | 2014年4月11日 - 6月27日 | 金曜 2:00 - 2:05（木曜深夜） | 独立局   |                  |
| 神奈川県 | tvk        | 2014年4月12日 - 6月28日 | 土曜 1:10 - 1:15（金曜深夜） | 独立局   |                  |
| 日本全域 | AT-X       | 2014年4月13日 - 6月29日 | 日曜 18:25 - 18:30           | CS放送   | リピート放送あり |
| 兵庫県   | サンテレビ | 2014年4月15日 - 7月1日  | 火曜 2:30 - 2:35（月曜深夜） | 独立局   |                  |

| 放送地域 | 放送局             | 放送期間               | 放送日時        | 放送系列   | 備考          |
| -------- | ------------------ | ---------------------- | --------------- | ---------- | ------------- |
| 日本全域 | ニコニコチャンネル | 2014年4月15日 - 7月1日 | 火曜 21:00 更新 | ネット配信 | #関連番組参照 |
| 日本全域 | バンダイチャンネル | 2014年4月15日 - 7月1日 | 火曜 21:00 更新 | ネット配信 |               |

### 関連番組
「犬神さんと猫山さん」ワンだふる放送局みんなでみようニャン!
2014年4月8日より2014年9月3日まで、ニコニコ生放送にて毎月1回配信をした。出演：上坂すみれ、東山奈央を中心に複数名で配信。
「犬神さんと猫山さん」ワンだふる放送局ふたりでゴロニャン♪
2014年4月15日より2014年9月3日まで、毎週火曜 20:30 - 21:00 にニコニコ生放送にて配信（この番組の終了時にアニメの配信が始まる）。出演は堀野紗也加（杜松美希音 役）と山崎エリイ（鳥飼ひばり 役）の両名。
「犬神さんと猫山さん」公開ニコ生（最終回は公開生放送だワン!）
2014年9月3日開催しニコニコ生放送にて配信した。タイトルが2つあり一方はステージにて、もう一方は裏側としバックステージで配信する。出演：（上坂すみれ、東山奈央、堀野紗也加、藤本葵、長弘翔子、山崎エリイ）
「犬神さんと猫山さん」ワンだふる放送局みんなでみようニャン!
「犬神さんと猫山さん」ウッキーウキ裏放送局みんなで楽しモーー!